# Роман о Розе, или Гильом из Доля
«Роман о Розе, или Гильом из Доля» (фр. Le Roman de la Rose, ou Guillaume de Dôle) — аллегорическая поэма, рыцарский роман первой половины XIII века трувера Жана Ренара об оклеветанной и восстановившей своё честное имя женщине.

## Создание
Жан Ренар опирался на «Роман о Розе» Гильома де Лорриса и Жана де Мёна при написании своего произведения, которое однако далеко от прототипа в своей фабуле. «Роман о Фиалке, два Романа о Розе — первые письменные произведения средневековой Франции, которые полностью меняют символику цветка розы в литературе. Если в религиозной литературе роза встречалась исключительно как символ Девы Марии, Божественного провидения и жертвы Христа, то теперь роза становится неизменным атрибутом рыцарского романа, куртуазной любви. У средневековых авторов роза становится символом женщины и женского начала».
Тема оклеветанной женщины в XIII веке также поднимается в «Романе о Фиалке» Жерберта де Монтрея.
Романистов того периода данная тема привлекала в связи с уходом в прошлое куртуазных идеалов. «Антифеминистские настроения обнаруживались, как мы помним, уже в ряде романов, созданных современниками Кретьена. Там любовная лихорадка героинь изображалась подчас не как „высокая болезнь“, а откровенно иронически», когда герой не добивается недостижимой Дамы, а отбивается от её навязчивости. При этом сами герои наделены качествами жестокости, легковерности и неблагодарности, чему противостоит всепрощающая любовь женщин.

## Сюжет
Гильом — бедный рыцарь-однощитник. Император Конрад влюбляется в его сестру Льенору, узнав о небывалых достоинствах девушки из рассказа жонглёра Жугле. Однако коварный сенешаль рассказывает императору, что видел на бедре у Льеноры родинку в виде распустившейся розы. Льенора ловит сенешаля в хитро расставленную ловушку и восстанавливает своё доброе имя. Всё заканчивается счастливо и для Льеноры, и для её брата.